# Ляли (посёлок, Коми)
Ляли — поселок в Княжпогостском районе республики Коми в составе сельского поселения Серёгово.

## География
Находится на левом берегу реки Вымь на расстоянии примерно 29 км на юг по прямой от центра района города Емва у автомобильной трассы Сыктывкар-Ухта.

## История
Упоминается с 1956 года как поселок лесозаготовителей. В 1959 году население составляло 1086 человек, в 1970—1377, в 1979—896, в 1989—605, в 1995—473. В 1974—1975 поселок входил в Студенецкий лесопункт Кылтовского леспромхоза, позже работал дорожно-строительный цех (до 1990-х годов).

## Население
Постоянное население составляло 375 человек (русские 69 %) в 2002 году, 258 в 2010.